# Comuna de Cieszków
Cieszków (polaco: Gmina Cieszków) é uma gminy (comuna) na Polónia, na voivodia de Baixa Silésia e no condado de Milicki. A sede do condado é a cidade de Cieszków.
De acordo com os censos de 2004, a comuna tem 4656 habitantes, com uma densidade 46,3 hab/km².

## Área
Estende-se por uma área de 100,67 km², incluindo:
- área agricola: 59%
- área florestal: 32%

## Demografia
Dados de 30 de Junho 2004:
|                      | Total   | Total | Mulheres | Mulheres | Homens  | Homens |
| -------------------- | ------- | ----- | -------- | -------- | ------- | ------ |
|                      | pessoas | %     | pessoas  | %        | pessoas | %      |
| População            | 4656    | 100   | 2363     | 50,8     | 2293    | 49,2   |
| Densidade (pop./km²) | 46,3    | 100   | 23,5     | 23,5     | 22,8    | 22,8   |

De acordo com dados de 2002, o rendimento médio per capita ascendia a 1418,94 zł.

## Subdivisões
- Biadaszka, Brzezina, Cieszków, Dziadkowo, Góry, Guzowice, Jankowa, Jawor, Nowy Folwark, Pakosławsko, Rakłowice, Sędraszyce, Słabocin, Trzebicko, Ujazd, Wężowice, Zwierzyniec.

## Comunas vizinhas
- Jutrosin, Milicz, Zduny